# Verdrag van Algiers
Het Verdrag van Algiers werd getekend in Algiers in 1975 tussen Irak en Iran. Het was bedoeld om conflicten over grondgebied tussen beide staten op te lossen. Belangrijkste twistpunten waren de controle over de rivier Shatt al-Arab en de provincie Khoezistan. Het verdrag werd in 1980 echter waardeloos door het uitbreken van de Iran-Irak-oorlog.